# اولگا کابو
اولگا کابو (روسی: О́льга И́горевна Кабо́؛ زادهٔ ۲۸ ژانویهٔ ۱۹۶۸) بازیگر سینما و تئاتر اهل اتحاد جماهیر شوروی و روسیه است.
از فیلم‌ها یا برنامه‌های تلویزیونی که وی در آن نقش داشته‌است می‌توان به نبرد ورشو ۱۹۲۰ و آنا پاولوا اشاره کرد.
وی همچنین برندهٔ جوایزی همچون هنرمند شایسته فدراسیون روسیه شده‌است.